# Abaga (dialecte)
Pour les articles homonymes, voir Abaga.
L'abaga (en mongol littéraire, abaγ-a ded aman ayalγu) est un dialecte mongol parlé dans la bannière d'Abag située en Mongolie-Intérieure, en Chine.

## Phonologie

### Voyelles
|         | Antérieure | Centrale | Postérieure |
| ------- | ---------- | -------- | ----------- |
| Fermée  | i [i]      |          | ʊ [ʊ] u [u] |
| Moyenne | e [e]      |          | o [o]       |
| Ouverte |            | a [ɑ]    | ɔ [ɔ]       |

Les voyelles de l'abaga peuvent toutes être longues.

### Consonnes
|               |               | Bilabiale | Dentale  | Latérale | Palatale | Vélaire |
| ------------- | ------------- | --------- | -------- | -------- | -------- | ------- |
| Occlusives    | Sourdes       | b [b̥]     | d [d̥]    |          |          |         |
| Occlusives    | Aspirées      | p [pʰ]    | t [tʰ]   |          |          |         |
| Fricatives    | Fricatives    |           | s [s]    |          | ʃ [ʃ]    | x [x]   |
| Affriquées    | Sourdes       |           | dz [d̥͡z̥]  |          | dʒ [d̥͡ʒ̥]  |         |
| Affriquées    | Aspirée       |           | ts [t͡sʰ] |          | tʃ [t͡ʃʰ] |         |
| Nasales       | Nasales       | m [m]     | n [n]    |          |          | ŋ [ŋ]   |
| Liquides      | Liquides      |           | r [r]    | l [l]    |          |         |
| Semi-voyelles | Semi-voyelles |           |          |          | j [j]    |         |

### Palatalisation
Certaines consonnes sont palatalisées devant un ancien [i]:
anʲaː, adresse de politesse aux plus âgés, mongol littéraire: aniy-a
ɛmʲ, vie, mongol littéraire: ami
xɔlʲmɔg ~ xœlʲmɔg, mêlé, mongol littéraire: qolimaγ
tʃʊlʊːtɛː, pierreux, mongol littéraire: čilaγu-tai
L'abaga a les affriquées [ts] et [dz], comme le khalkha de Mongolie. Les affriquées palatales sont issues de la palatalisation. La sourde [ts] est voisée à l'initiale, quand la deuxième syllabe commence par une fricative où une affriquée.
dzɑs, neige, - mongol littéraire: časun
tsɑrtsɑːxɑi, sauterelle, mongol littéraire: čarčaqai